# Scharten
Scharten là một đô thị ở huyện Eferding bang Oberösterreich, nước Áo. Đô thị này có diện tích 17,5 km², dân số thời điểm ngày 31 tháng 12 năm 2005 là 2157 người.